# 토이토부르크 숲

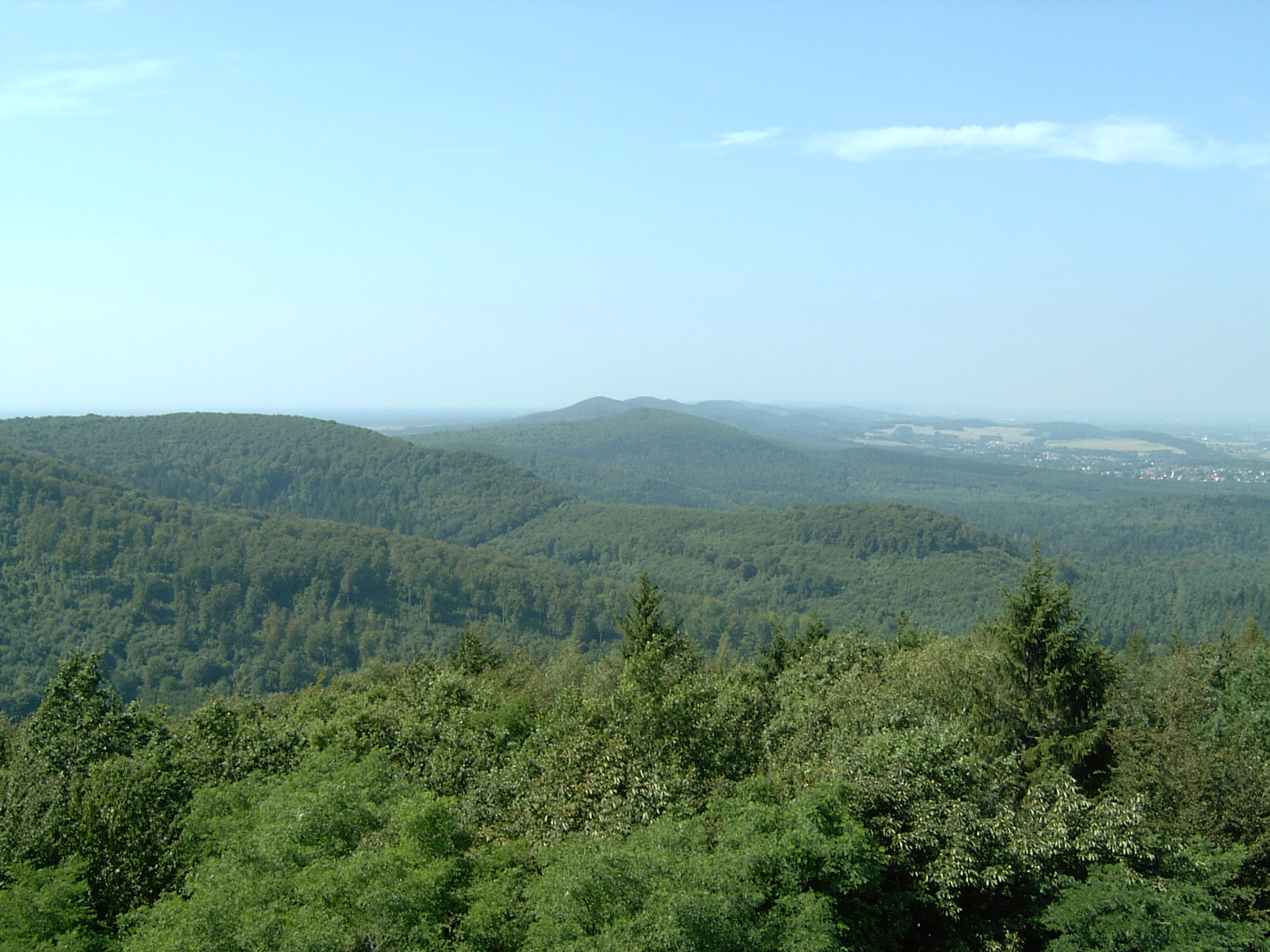
토이토부르크 숲의 모습.

토이토부르크 숲(독일어: Teutoburger Wald 토이토부르거발트[*])은 독일 니더작센 주와 노르트라인베스트팔렌 주에 있는 낮고 울창한 숲이다. 기원후 9년 바루스가 이끄는 로마 제국의 군단이 게르만 부족 연합군에게 대패한 토이토부르크 숲 전투가 벌어진 곳으로 추정된다.